# Komorní opera
Komorní opera je žánr opery charakterizovaný tím, že namísto orchestru doprovází zpěváky komorní soubor. Průkopníkem žánru byl britský skladatel Benjamin Britten ve 40. letech 20. století, který také zavedl název komorní opera (anglicky Chamber opera) a zkomponoval první dílo tohoto žánru, Zneuctění Lukrécie (1946).